# Phaneroctena homopsara
Phaneroctena homopsara är en fjärilsart som beskrevs av Alfred Jefferis Turner 1923. Phaneroctena homopsara ingår i släktet Phaneroctena och familjen fransmalar. Inga underarter finns listade i Catalogue of Life.